# Loyers (Namur)
Pour l’article homonyme, voir Loyers (Dinant).
Loyers [lwajɛʁs] (en wallon : Loyi) est une section de la ville belge de Namur située en Wallonie dans la province de Namur.
C'était une commune à part entière avant la fusion des communes de 1977.

## Étymologie
D'après certaines sources , "Loyers" viendrait du dérivé latinisé "leiarium" - terre rocheuse en référence aux nombreuses carrières dans la localité. On trouvait aussi les graphies : "Loiu" (1234), "Loieu" (1240), "Loies" (1281), "Loier" (1284), "Loiers" (1297).

## Géographie

### Localisation
La commune de Loyers se situe au sud-est de Namur, sur la rive droite de la Meuse. Elle a pour voisines les communes de Lives-sur-Meuse, Erpent, Wierde, Maizeret et Mozet. Elle s'étend sur 857 hectares.

Deux hameaux font partie intégrante du village de Loyers ; il s'agit des hameaux dits de Bossimé et de Limoy.

### Communes limitrophes
|        | Lives-sur-Meuse |                    |
| Erpent | Loyers          | Maizeret (Andenne) |
| Andoy  | Wierde          | Mozet (Gesves)     |

### Relief
L'altitude maximale est de 241 mètres. Elle est de 175 mètres au centre du village.

## Démographie
- Sources:INS, Rem:1831 jusqu'en 1970=recensements, 1976= nombre d'habitants au 31 décembre
- Sources:Ville de Namur[2] https://data.namur.be/pages/statistiques-communedenamur-leschiffres/

## Histoire
Au Moyen Âge, Loyers et Limoy, sa dépendance, faisaient partie du comté de Namur ; le comte y possédait la taille, les droits de mortemain et de formoture, ost et chevauchée ainsi que toute la justice (1289). Toutefois, dans son fief qui dépendait du comté de Looz, le seigneur de Loyers possédait le ban à son moulin. Un record (copie d'un texte officiel ancien de 1375) précise que le moulin banal en question est celui de Villenval sur le Samson. La seigneurie hautaine de Loyers fut engagée en 1753 à Marie-Thérèse d'Harscamp.
Quant à Bossimé, seigneurie hautaine érigée par lettres patentes du 1er avril 1653 au profit de Vincent d'Harscamp, elle fut élevée au rang de baronnie avec Lustin et La Marlière, sous le nom d'Harscamp en 1675. La seigneurie hautaine fut engagée à Marie-Thérèse d'Harscamp, veuve de Jean de Moitret, en 1753. À sa mort, un procès divisa les cousins germains héritiers du domaine et une transaction intervint en 1780 qui attribua Loyers à Adrien-Jean-Baptiste, comte de Lannoy. Le hameau de Limoy (Limaing, Limaigne, 1233- vocable d'origine germanique), était aussi une seigneurie hautaine engagée en 1753 à Willem-Théodore de Kessel ; elle resta aux mains de ses enfants jusqu'à l'époque révolutionnaire. 

Il y avait aussi, à Limoy, un fief dit "de Modave" de 14 bonniers. On trouve d'abord, comme tenant de ce fief, Clarembaut d'Atrives, puis Waldor de Modave, puis Rigal de Mozet et sa descendance, parmi laquelle Ernoul de Limaing (1562), de qui hérite Godefroid d'Eve, prévôt de Poilvache, dont Samson était une tête de font, qui vendit le fief en 1503 à Jeanne Charlet, épouse de Gérard de Maillen. En 1685, Agnès de Maillen lègue ses biens de Limoy à Louis Gérard de Waha, chanoine de Saint-Martin à Liège, et le fief demeura aux Waha jusque vers le milieu du XVIIIe siècle.

## Patrimoine et traditions

### Patrimoine architectural
- Eglise Saint-Sébastien. Petit édifice gothique dont le chœur date de la première moitié du XIIIe siècle, la nef a été allongée et la reconstruction de la tour en style gothique en 1883-1884[3].
- Château et ferme de Loyers. Quadrilatère composé d'une ferme fortifiée en U et fermé au nord-est par le château. Ensemble construit au début XVIIe siècle à partir d'une tour ancienne, reconstruites aux XVIIIe et XIXe siècles[4].
- Ferme de Bossime. Siège d'une seigneurie hautaine qui a été érigée en 1653 au profit de la famille d'Harscamp qui en resta propriétaire jusqu'à la fin de l'Ancien Régime. Quadrilatère reconstruit aux XIXe et XXe siècles, à partir d'un quadrilatère fortifié[5].

### Traditions

#### Les fêtes de la "Miaou"
Le 10 décembre 1977, sous l’impulsion de M. José Degest, une poignée de Loyersois se réunissait avec l’intention de constituer un comité pour l’organisation de la fête. Ce fut chose faite la semaine suivante, le 16 décembre. Ainsi était né le premier comité des Fêtes de la Miaou de Loyers. Il avait pour but, à l’époque, d’aider les clubs sportifs pour la construction d’un hall omnisports. La fête aurait lieu le 15 août 1978.
Monsieur José Degest est également l’inventeur de la "Miaou" la boisson à base de jus de fruit et de gin… Traditionnellement dégustée et réservée à l’occasion de la fête du 15 août.

#### Le Grand Feu
Le Grand Feu de Loyers a lieu le samedi du week-end avant le Grand feu de Bouge, qui lui, a lieu le 1er dimanche de Carême (ou dimanche de Quadragésime) était aussi appelé "dimanche des Brandons".
Le grand feu de Bossimé-Loyers, allumé le jour du feu de Bouge n'a rien à voir avec le grand feu de Loyers.

## Enseignement
L'école communale des Collines - Loyers se situe au cœur du village. Elle comporte deux bâtiments principaux, de part et d'autre de la rue de Maizeret.

## Galerie d'images

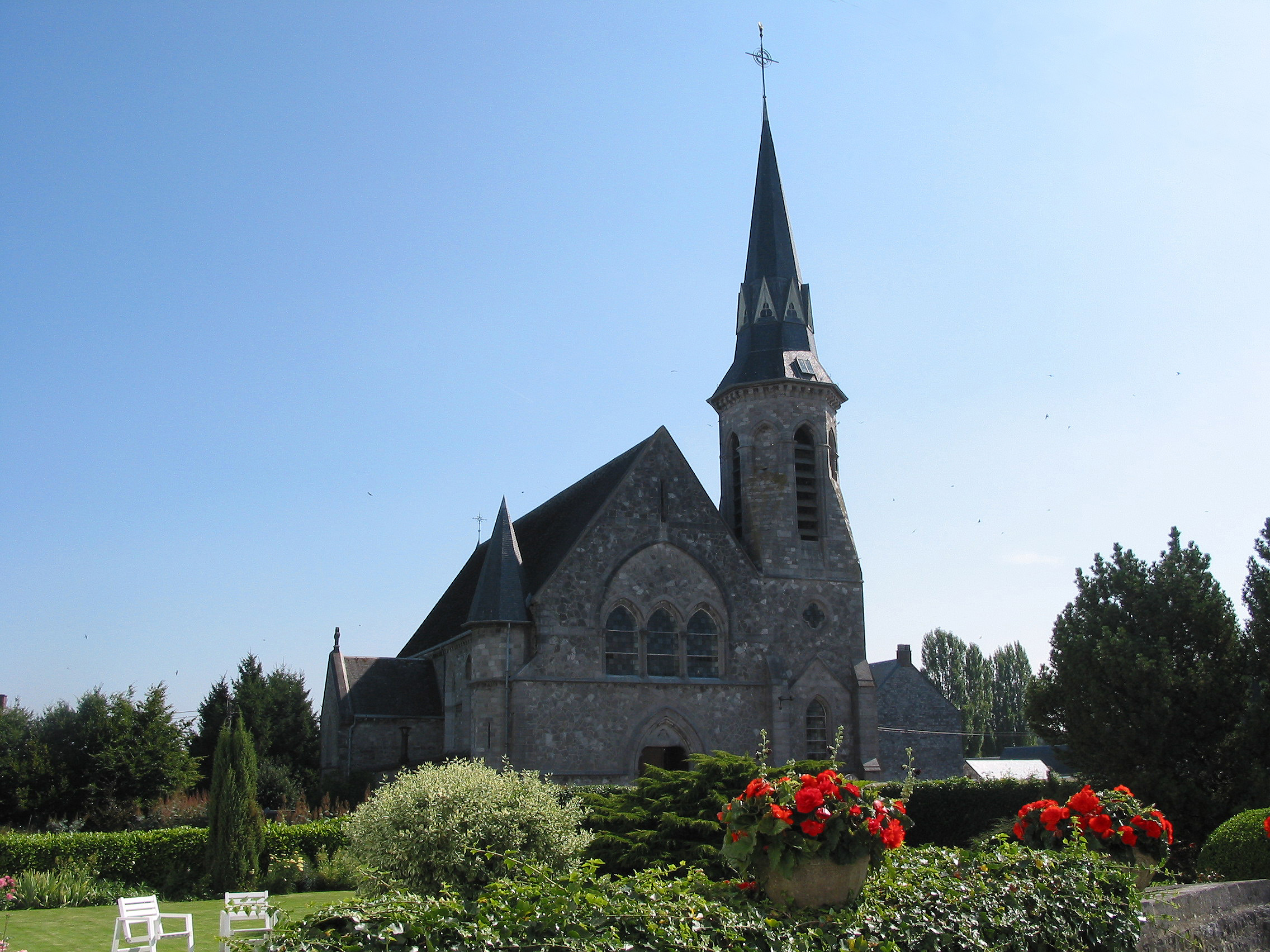
L'église.
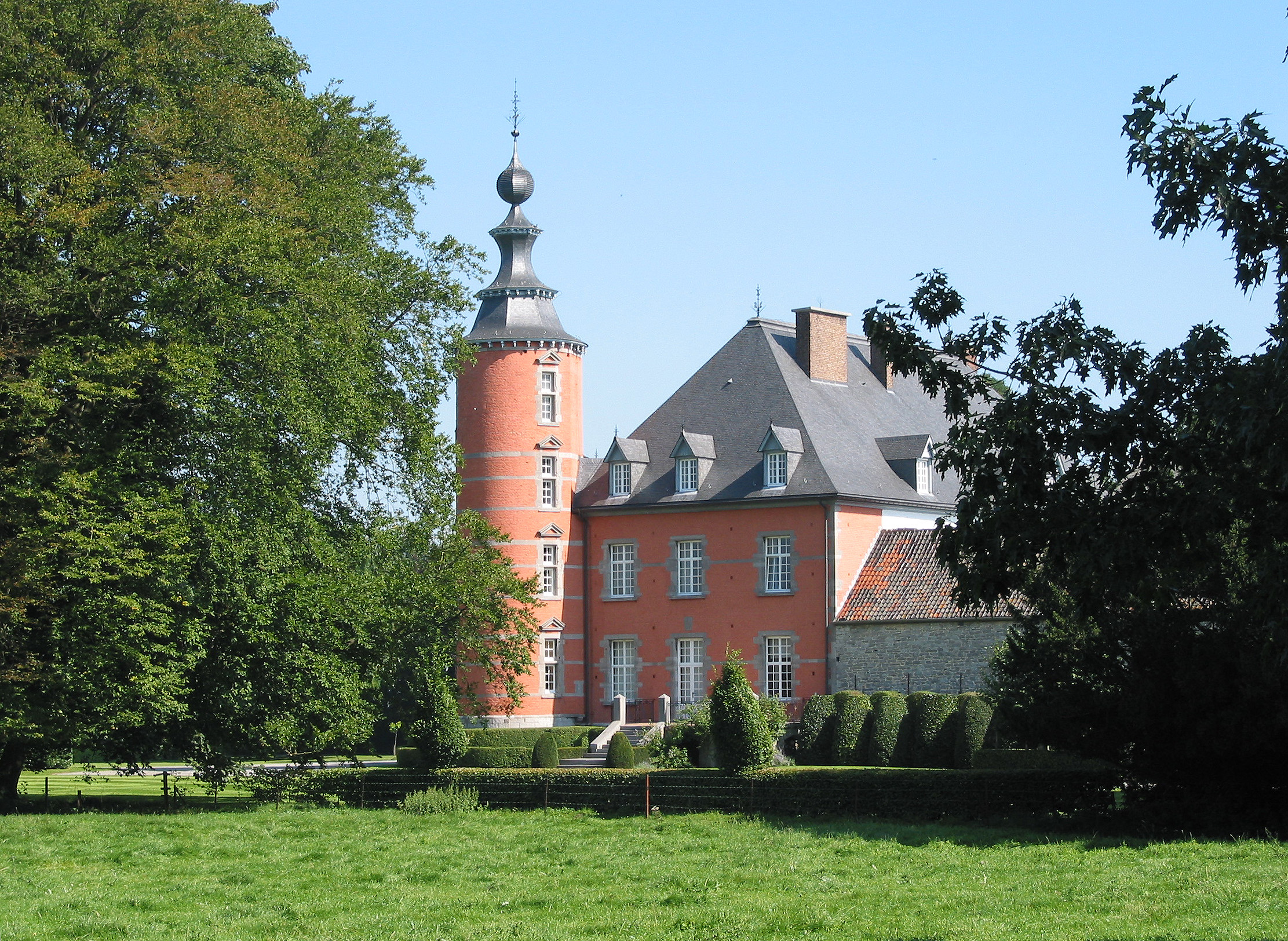
Le château.
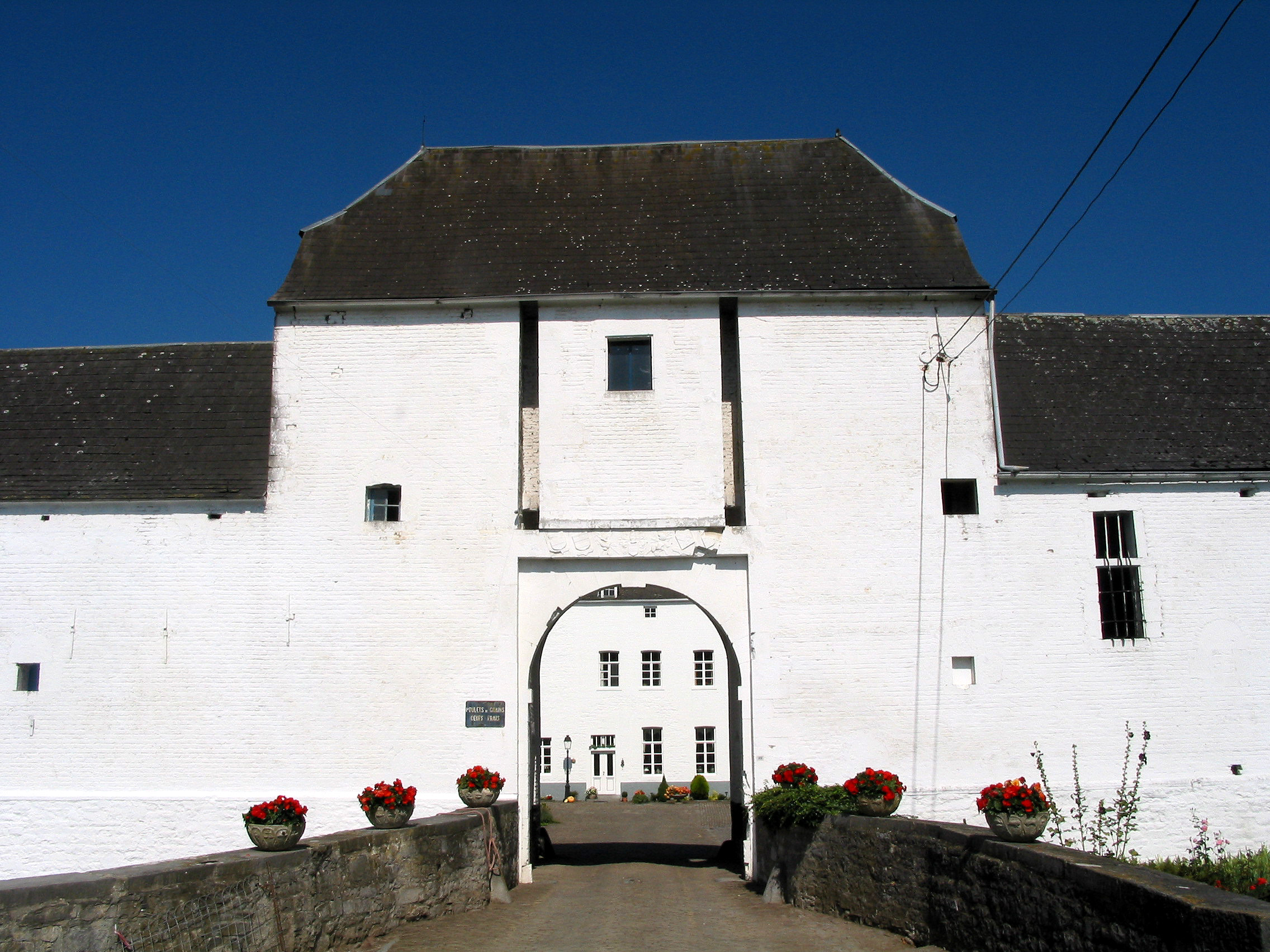
La ferme du château.
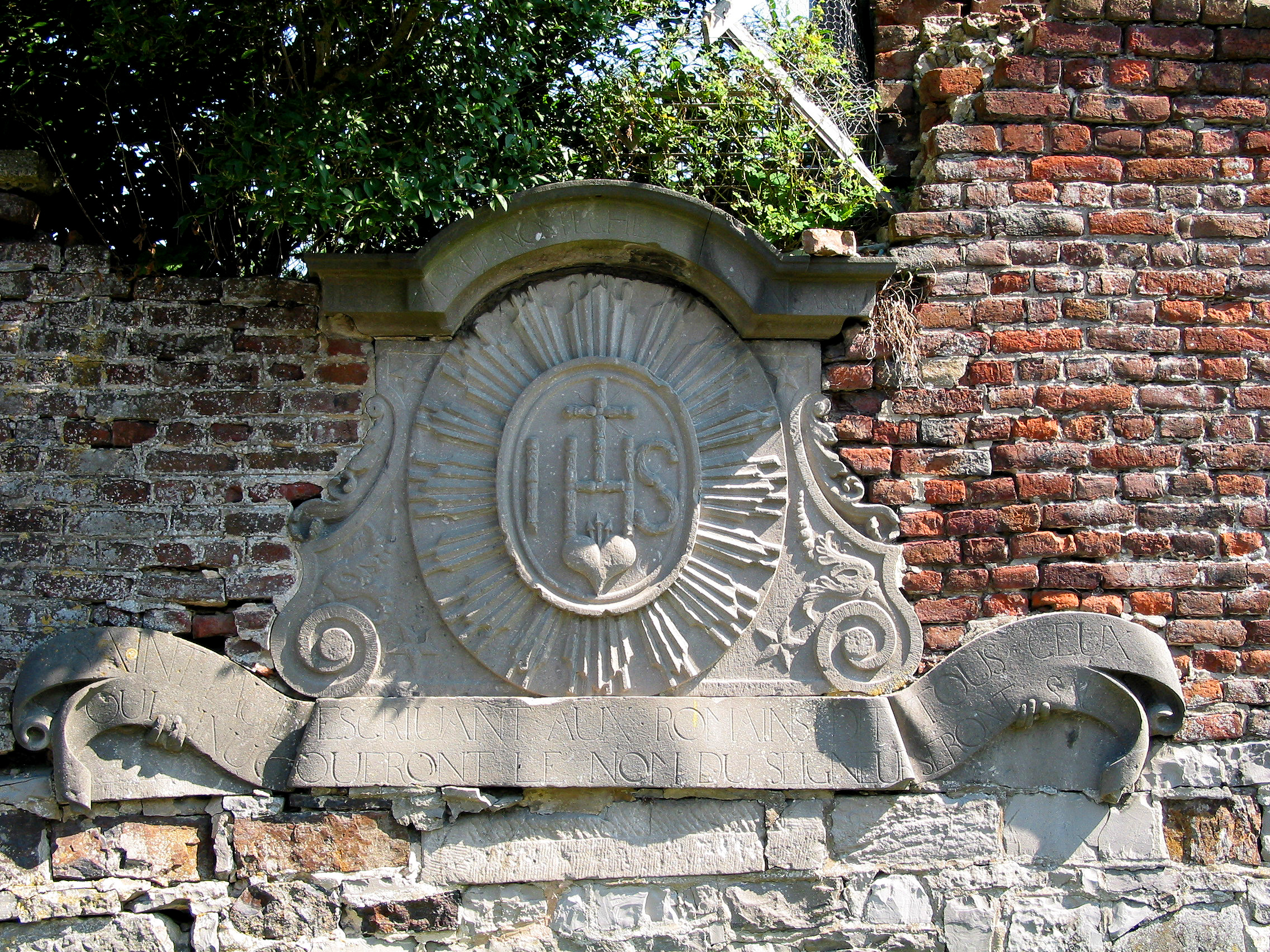
Monogramme IHS.

## Économie
Malgré la proximité de la ville de Namur, Loyers a conservé plusieurs commerces et services qui agrémentent la vie du village.

## Sports et vie associative

### Sports
La vie sportive du village est riche et diversifiée. Elle est aussi de fort bon niveau ; les équipes fanions du B.C. Loyers (basket-ball), du Borussia Loyers (futsal) et de la R.U.S. Loyers (football) évoluent depuis quelques saisons dans les séries nationales.
- Royal Basket Club Loyers (basket-ball).
- MFC Borussia Loyers '91 (football en salle).
- Royale Union Sportive Loyers (football).
- T.T. Loyers (tennis de table).

### Vie associative

#### Jumelage
Loyers est jumelé avec la commune française de Loyettes, située dans le département de l'Ain et la région Rhône-Alpes.
- Loyettes (France)